# تون دوك تانغ
تون دوك تانغ (بالفيتنامية: Tôn Đức Thắng) ‏ (20 أغسطس 1888 – 30 مارس 1980) هو الرئيس الثاني والآخير لشمال فيتنام وأول رئيس لفيتنام الموحدة تحت قيادة الأمين العام لي زوان. كان منصب الرئيس شرفياً لا غير حيث لم يلعب تانغ دوراً كبيراً يذكر في الحياة السياسية، حتى أنهُ لم يكن عضواً في المكتب السياسي للحزب الشيوعي وهو الهيئة الحاكمة في البلاد. شغِلَ في البداية منصب رئيس شمال فيتنام منذ 2 سبتمبر عام 1969، ومن ثم تولى منصب رئيس فيتنام الموحدة إلى حين وفاته عام 1980.
كان تون دوك تانغ من الشخصيات السياسية القومية الفيتنامية والشيوعية البارزة حيث تولى رئاسة اللجنة الدائمة للجمعية الوطنية (1955–1960)، وشغِلَ منصب نائب رئيس هو تشي منه (1960–1969). توفي عن عمر يناهز 91 عاماً ليغدو حينذاك الرئيس الأكبر سناً في العالم (تجاوزه فيما بعد رئيس مالاوي هاستينغز باندا).

## النشأة وبداية سيرته السياسية
ولِدَ «تون دوك تانغ» في «جزيرة أونغ هو» الواقعة على طول نهر ميكونغ على بعد حوالي أربعة كيلومترات تقريباً من عاصمة محافظة أن زانغ لونغ زوين لوالديه «تون فان ديه» و«نغوإن دي زي». درسَ تون دوك تانغ خلال الفترة من 1897 حتى عام 1901 الفلسفة والتاريخ والكتابة الصينية على يد أستاذ خصوصي في لونغ زوين. كان هذا الأستاذ مناهض للاستعمار وأثَّر بشدة على بواكر معتقدات تانغ السياسية. وتعلَّم الفرنسية في مدرسة ابتدائية بمدينة لونغ زوين. عاش تون مع والديه حتى عام 1906 حين انتقل إلى سايغون.
أدَّعى «تون دوك تانغ» مشاركته في مؤامرة مع زملائه حينما كان يعمل في البحرية الفرنسية بالبحر الأسود عام 1919 لتسليم الطراد المدرع الفرنسي «والدِك-روسو» «Waldeck-Rousseau» للأعداء من المتمردين البلاشفة. واصل الانخراط في نشاطات تمردية ضد الفرنسيين وكان عضواً في رابطة الشباب الفيتنامية الثورية منذ عام 1927، وسجنه الفرنسيون في سايغون عام 1929 ليرحلّوه إلى سجن كون زون . وبقي هناك حتى عام 1945 ومن ثم برز مباشرةً إلى المشهد العام. أصبح تون عضواً في لجنة حزب كوتشينتشينا وعضو في لجنة إدارة مقاومة كوتشينتشينا وأصبح منذ 1946 العضو مترأس في الجمعية الوطنية وكان تقلده لهذه المناصب بعد وصول ائتلاف فيت مين بقيادة هو تشي منه للسلطة في أغسطس عام 1945. وأصبح في عام 1947 عضواً في اللجنة المركزية للحزب الشيوعي الفيتنامي.

## شمال فيتنام

### صعود نجمه السياسي
شغِلَ تانغ منصب رئيس منظمة «لِن فيت» إبَّان التمرد على الاستعمار الفرنسي (1946–1954). انحلت المنظمة بعد مؤتمر جنيف عام 1954، الذي مكَّن الـ«فيت منه» من الاستفراد بالسيطرة على شمال فيتنام. تولى تانغ بعدها قيادة منظمة جبهة أرض الآباء الفيتنامية وهي منظمة وطنية شيوعية مؤيدة للحكومة. قاد تانغ جبهة أرض الآباء في سعيها لاجتذاب مؤيدين من جنوب فيتنام. وقد حصل على جائزة ستالين للسلام عام 1955 نتيجة مساعيه هذه.
كما ساعد عمل تانغ في اجتذاب جنوب فيتنام على تعيينه في منصب نائب رئيس شمال فيتنام عام 1960 خلال عهد هو تشي منه. حصل تانغ على جائزة لينين للسلام عام 1967 التي كان يُقدِّمها الاتحاد السوفيتي. شغِلَ تانغ منصب آخر رئيس لدولة شمال فيتنام الاشتراكية بعد وفاة هو تشي منه عام 1969.

### سقوط سايغون
سيطرت شمال فيتنام على عاصمة الجنوب بالتزامن مع سقوط سايغون بتاريخ 30 أبريل عام 1975، مما سمح بإعادة توحيد البلاد مستقبلاً تحت اسم جمهورية فيتنام الاشتراكية الذي أعلن عن قيامها رسمياً بعد حلّ شمال فيتنام لحكومة الجنوب المؤقتة وتوحيد البلدين يوم 2 يوليو عام 1976. يُعدُّ يوم الثلاثين من شهر أبريل عطلة رسمية في فيتنام ويُعرف باسم «يوم إعادة التوحيد»، وهذا رغم أن البلدين لم تتحدا رسمياً حتى يوم 2 يوليو.

## رئاسة فيتنام الموحدة
استطاع تانغ خلال منتصف وأواخر سبعينيات القرن العشرين المحافظة على سيطرته على البلاد الموحدة بسهولة، والتي كانت ما زالت تعاني من التزعزع في استقرارها مع نهاية حرب فيتنام وإسقاط حكومة الجنوب. واجهت فيتنام الموحدة خلال عهد تانغ مشاكل عدة مع تدهور الظروف السياسية والاقتصادية، ونزوح ملايين الفيتناميين الجنوبيين من البلاد بالقوارب. وبذل تانغ بصفته رئيس جمهورية فيتنام الاشتراكية، جهوداً حثيثة لإعادة إعمار ما دمرته سنوات من الحرب في كِلَا القسمين الشمالي والجنوبي من فيتنام على مدى سنوات عدة من خلال تنفيذ عدد من المشاريع الخاصة مثل إعادة تأهيل القطاع الصناعي والبنية التحتية.

### إسقاط نظام الخمير الحمر
تفاقمت المشاكل في العلاقات مع الحكومة الفيتنامية المتشكلة حديثاً خلال مطلع عام 1978، وذلك حينما ألتمس تانغ مساعدة الاتحاد السوفيتي في إسقاط نظام الخمير الحمر في كمبوديا المجاورة والتي كانت قد تحالفت مع جمهورية الصين الشعبية. وبدا الوضع فرصة ذهبية مواتية بالنسبة للسوفيت لأنهم علِموا أن الجيش الفيتنامي كان بمقدوره دحر وهزيمة القوات الكمبودية بسهولة. كما كان من شأن النصر الفيتنامي هذا، إضعاف الدولة الوحيدة المتحالفة مع جمهورية الصين الشعبية في منطقة جنوب شرق آسيا، وإظهار التفوق الاستراتيجي للدول عند تحالفها مع الاتحاد السوفيتي. أدى تصاعد حدة التوترات بين الاتحاد السوفيتي والصين الشعبية إلى زيادة احتقان الوضع في المنطقة بشدّة. شعر السوفيت بالقلق إزاء النتيجة المستقبلية لحرب الوكالة بين فيتنام وكمبوديا.
اجتاح الجيش الفيتنامي كمبوديا يوم 25 ديسمبر عام 1978 بعد أشهر من المناوشات الحدودية ونزوح أعداد كبيرة من الكمبوديين إلى فيتنام لبلوغ الأمان والحصول على المأوى. سيطر الفيتناميون على العاصمة الكمبودية بنوم بنه بحلول 7 يناير عام 1979، ليسقطوا نظام الخمير الحمر. ولكن الانتصار الدبلوماسي الذي حققه السوفييت لم يدم طويلاً؛ حيث أصبحت الصين الشعبية مدعومة من قبل الولايات المتحدة التي لمَّحت عن اقترابها من الدخول في حرب مع فيتنام. وعلِمَ السوفيت بعدم قدرتهم مساعدة فيتنام في حال أقدمت الصين الشعبية على غزوها.
أعلنت جمهورية الصين الشعبية رسمياً يوم 15 فبراير عام 1979 عن خطط لاجتياح فيتنام، مما أنهى معاهدة الصداقة والتحالف والمساعدة المشتركة الصينية السوفيتية التي كان قد وقعها الطرفين عام 1950. أدَّعت الصين أن الغزو هو نتيجة لسوء معاملة ذوي الإثنية الصينية في فيتنام، إضافةً إلى تذرعها بالتواجد الفيتنامي على جزر سبراتلي الصينية.
عبرت قوات صينية مؤلفة من حوالي 200,000 عنصر إلى فيتنام يوم 17 فبراير، وبدأت فوراً باحتلال المدن والبلدات الفيتنامية الواقعة على طول الحدود الشمالية الواحدة تلو الأخرى. كلَّف تانغ جيشاً مؤلفاً من 100,000 عنصر بالتصدي للقوات الصينية. مُنِي الطرفين بخسائر بشرية كبيرة ننيجة الاقتتال. وبدأت القوات الصينية الانسحاب من فيتنام يوم 16 مارس بعد أقل من شهر، لعدم رغبة الصينيين البقاء في البلاد لفترة أطول. وأدى انسحاب لصين المبكر من البلاد إلى حدوث الكثير من الارتباك حيال تحديد المنتصر في الحرب الفيتنامية الصينية. أعلن تانغ فوز بلاده بالحرب، في حين أعلن نظيره الصيني ياي جيانيانغ عن انتصار الصين. وعلى أية حال فثمة شيء واحد مؤكد حول نتائج الحرب الفيتنامية الصينية وهو تمكن فيتنام خلال عهد تانغ من إسقاط نظام الخمير الحمر بنجاح في كمبوديا.

## وصلات خارجية
- تون دوك تانغ على موقع الموسوعة البريطانية (الإنجليزية)
- تون دوك تانغ على موقع مونزينجر (الألمانية)
- داي هوب تون دوك تانغ (جامعة تون دوك تانغ) (بالفيتنامية)
- مقابلة: كريستوف جيبل على البي بي سي (بالفيتنامية)
- كيلي، ليام، مراجعة كتاب: «أنساب الشيوعية الفيتنامية المتخيلة: تون دوك تانغ وسياسة التاريخ والذاكرة» «دورية التاريخ الكندية» (2006)